# Декорра (Вісконсин)
Декорра (англ. Dekorra) — місто (англ. town) в США, в окрузі Колумбія штату Вісконсин. Населення — 2500 осіб (2020).

## Демографія
Згідно з переписом 2010 року, у місті мешкало 2311 осіб у 974 домогосподарствах у складі 687 родин. Було 1337 помешкань
Расовий склад населення:
| - 98,7 % — білих - 0,3 % — корінних американців - 0,2 % — чорних або афроамериканців - 0,2 % — азіатів |

До двох чи більше рас належало 0,5 %. Частка іспаномовних становила 0,5 % від усіх жителів.
За віковим діапазоном населення розподілялося таким чином: 19,7 % — особи молодші 18 років, 64,9 % — особи у віці 18—64 років, 15,4 % — особи у віці 65 років та старші. Медіана віку мешканця становила 47,6 року. На 100 осіб жіночої статі у місті припадало 109,0 чоловіків;  на 100 жінок у віці від 18 років та старших — 109,1 чоловіків також старших 18 років.
Середній дохід на одне домашнє господарство  становив 93 809 доларів США (медіана — 76 442), а середній дохід на одну сім'ю — 117 520 доларів (медіана — 87 069). Медіана доходів становила 52 788 доларів для чоловіків та 47 298 доларів для жінок. За межею бідності перебувало 4,0 % осіб, у тому числі 5,0 % дітей у віці до 18 років та 2,8 % осіб у віці 65 років та старших.
Цивільне працевлаштоване населення становило 1336 осіб. Основні галузі зайнятості: освіта, охорона здоров'я та соціальна допомога — 21,3 %, виробництво — 18,5 %, роздрібна торгівля — 12,2 %, будівництво — 10,2 %.